# Neugersdorf
Neugersdorf (grnłuż. Nowe Jěžercy) – dzielnica miasta Ebersbach-Neugersdorf w Niemczech w kraju związkowym Saksonia, w okręgu administracyjnym Drezno, w powiecie Görlitz, przy granicy z Czechami. Do 31 grudnia 2010 Neugersdorf był samodzielnym miastem.

## Współpraca
Miejscowości partnerskie:
- Gründau, Hesja
- Krapkowice, Polska